# Teateråret 1873

## Händelser
- 18 januari – Kungliga Operan firar hundraårsjubileum med ett uppförande av Johann Gottlieb Naumanns opera Gustav Vasa.[1]

## Årets uppsättningar

### December
- 18 december - Anne Charlotte Lefflers pjäs Skådespelerskan har urpremiär på Dramaten i Stockholm.[2]

## Födda
- 14 januari - Albert Paulig (död 1933), tysk skådespelare.
- 25 februari - Enrico Caruso (död 1921), italiensk operasångare (tenor).
- 7 mars - Madame Sul-Te-Wan (död 1959), afro-amerikansk skådespelerska.
- 11 mars - Knut Lindroth (död 1957), svensk skådespelare.
- 10 april - Ingeborg Rönnblad (död 1915), svensk skådespelerska.
- 21 maj - Richard Bennett (död 1944), amerikansk skådespelare, manusförfattare och regissör.
- 1 juni - Carl Barcklind (död 1945), svensk skådespelare, manusförfattare, operettsångare och regissör.
- 9 juni - Emmy Albiin (död 1959), svensk skådespelare.
- 13 juni - Karin Swanström (död 1942), svensk skådespelare, regissör, producent och teaterdirektör.
- 5 juli - William Larsson (död 1926), svensk skådespelare och regissör.
- 13 juli - Anna Margrethe Lendrop (död 1920), dansk operasångare.
- 18 augusti - Leo Slezak (död 1946), österrikisk skådespelare, operett-, opera- och liedersångare.
- 8 september - Alfred Jarry (död 1907), fransk författare och dramatiker.
- 9 september - Max Reinhardt (död 1943), österrikisk regissör.
- 3 december - Signe Borg (död 1954), svensk skådespelare.

## Avlidna
- 27 mars - Fanny Westerdahl, 56, svensk skådespelare och sångare.
- 29 april - Oscar de Wahl, 40, svensk musikdirektör, tonsättare och musiker.
- 20 september - Georg Dahlqvist, 66, svensk skådespelare.
- 7 november - Thomas Overskou, 75, dansk skådespelare, regissör, dramatiker och teaterhistoriker.

### Fotnoter
1. ↑  Johannes Svanberg (1917-1918). Kungl. teatrarne under ett halft sekel 1860-1910: personalhistoriska anteckningar. Stockholm: Nordisk familjebok. sid. 14. Libris 287664
2. ↑  ”Dramawebben”. Arkiverad från originalet den 11 augusti 2010. https://web.archive.org/web/20100811234546/http://www.dramawebben.se/pjas/skadespelerskan. Läst 23 mars 2011.